# Solanum nitidum
Solanum nitidum là loài thực vật có hoa trong họ Cà. Loài này được Ruiz & Pav. miêu tả khoa học đầu tiên năm 1799.